# American Association of University Women
L'American Association of University Women (AAUW) (litt. « Association américaine des femmes diplômées des universités ») est une organisation américaine à but non lucratif fondée en janvier 1882 à Boston dans le Massachusetts.

## Historique
En 1881, une vingtaine d'universitaires, parmi lesquelles Marion Talbot, Alice Freeman Palmer, Alice Hayes, et Ellen Swallow Richards, se réunissent à Boston pour créer l'Association of Collegiate Alumnae (ACA). Elles espèrent ainsi favoriser l'accès des femmes à l'enseignement supérieur et rompre l'isolement professionnel des femmes diplômées d'université. L'association est officiellement fondée le 14 janvier 1882. Plusieurs filiales sont créées aux États-Unis. Une seconde association, fondée en 1901, la Southern Association of College Women (SACW), poursuit les mêmes objectifs et, en 1921, les deux associations fusionnent, sous l'intitulé d'American Association of University Women (AAUW).

## Organisation
L'American Association of University Women est une association ouverte aux femmes diplômées d'université américaines. Sa mission est de développer des programmes qui permettent aux étudiantes de poursuivre leur cursus universitaire et de promouvoir l'avancement des femmes dans les universités et collèges universitaire du monde entier. L'AAUW mène également des campagnes contre les discriminations fondées sur le sexe et œuvre pour promouvoir une législation établissant l'équité en matière d'éducation, l'égalité de rémunération pour un travail égal et toute action favorisant l'équité citoyenne des femmes,,,,.
L'organisation bénéficie d'un réseau de 150 000 membres, 1 500 branches et 500 établissements d'enseignements et partenaires,.

## Rapports de l'American Association of University Women (sélection)
- (en) How Schools Shortchange Girls : The AAUW Report : A Study of Major Findings on Girls and Education, Da Capo Lifelong Books, 1992, rééd. 17 mai 1995, 132 p. (ISBN 978-1-56924-821-8, lire en ligne),
- (en) Gender Gaps : Where Schools Still Fail Our Children, Da Capo Lifelong Books, 21 décembre 1998, 228 p. (ISBN 978-1-56924-665-8, lire en ligne),
- (en) Voices of a generation : teenage girls report about their lives today, Marlowe, 2000, 180 p. (ISBN 978-1-56924-624-5, lire en ligne),
- (en) The Indian Wells Valley and Northern Mojave Desert Handbook, China Lake-Ridgecrest Branch of American Association of University Women, 31 décembre 2002, 221 p. (ISBN 978-0-9649578-1-7),

## Personnalités liées à l'AAUW
- Kate Claghorn, secrétaire de l'association.
- Blanche Hinman Dow, présidente, (1963-1967).
- Martha Griffiths, femme politique. En son honneur, la section de l'AAUW du Michigan a créé le prix « Martha Griffiths Equity Award »[7].
- Henrietta Swan Leavitt (1868-1921), astronome.
- Alice Freeman Palmer, cofondatrice, présidente de l'ACA (1885-1887 puis 1889-1890)
- Ellen Richards, cofondatrice de l'ACA.
- Lois Carter Kimball Mathews Rosenberry, présidente de l'ACA (1917-1921)
- Emily Fairbanks Talbot, cofondatrice de l'ACA.
- Marion Talbot, cofondatrice de l'ACA.
- Vida Dutton Scudder, (1861-1954), figure du christianisme social,
- Helen Constance White, présidente (1941-1947).
- Mary Emma Woolley, présidente (1927-1933).
- Geeta Desai, présidente, puis présidente de la GWI (2016-2019)

#### Essais
- (en) Marion Talbot et Lois Carter Kimball Mathews Rosenberry, The History of the American Association of University Women, 1881-1931 (réimpr. 29 juillet 2018 aux éd. Forgotten Books (fac similé de l'édition originale)) (1re éd. 1931 aux éd. Houghton Mifflin), 498 p. (ISBN 9780260046147, lire en ligne),
- (en-US) Pam Mendelsohn, Degrees of Success, Princeton New Jersey, Peterson Nelnet Company, 1er juillet 1989, 252 p. (ISBN 9780878667178, lire en ligne),
- (en-US) Susan Levine, Degrees of Equality: The American Association of University Women and the Challenge of Twentieth-Century Feminism, Philadelphie, Temple University Press, 30 mai 1995, 262 p. (ISBN 9781566393263, lire en ligne),
- (en) Ruth Tryon, Investment in creative scholarship : A History of the fellowship program of the American Association of University Women 1890-1956, Washington, AAUW, 1957.

#### Articles
- (en) Frances Fenton Bernard, « The Educational Program of the American Association of University Women », The Journal of Social Forces, vol. 2, no 2,‎ janvier 1924, p. 279-281 (lire en ligne),
- (en) Dorothy E. Wyatt, « American Association of University Women », Pi Lambda Theta Journal, vol. 29, no 1,‎ 1950, p. 44-45 (lire en ligne),
- (en) Patricia Albjerg Graham, « Expansion and Exclusion: A History of Women in American Higher Education », Signs, vol. 3, no 4,‎ été 1978, p. 759-773 (lire en ligne),
- (en) Emily A. Langdon, « Women's Colleges Then and Now: Access Then, Equity Now », Peabody Journal of Education, vol. 76, no 1,‎ 2001, p. 5-30 (lire en ligne).
- (en) Karen Bradley, « The Incorporation of Women into Higher Education: Paradoxical Outcomes? », Sociology of Education, vol. 73, no 1,‎ janvier 2000, p. 1-18 (lire en ligne),